# Čavisov
Čavisov település Csehországban, Ostrava városi járásban. Čavisov Vřesina, Zbyslavice, Horní Lhota, Klimkovice, Dolní Lhota, Ostrava, Olbramice és Kyjovice településekkel határos. Lakosainak száma 512 fő (2024. január 1.).

## Népesség
A település lakosságának változását az alábbi diagram mutatja:
| Lakosok száma | 194  | 258  | 273  | 287  | 370  | 436  | 499  | 495  | 502  | 512  |
|               | 1869 | 1890 | 1921 | 1950 | 1980 | 2001 | 2017 | 2019 | 2022 | 2024 |